# Homoeomma montanum
Homoeomma montanum är en spindelart som först beskrevs av Cândido Firmino de Mello-Leitão 1923.  
Homoeomma montanum ingår i släktet Homoeomma och familjen fågelspindlar. Inga underarter finns listade i Catalogue of Life.